# Klara Bühl
Pour les articles homonymes, voir Bühl.
Klara Bühl, née le 7 décembre 2000 à Haßfurt, est une footballeuse internationale allemande, qui joue au poste d'attaquante au Bayern Munich.

## Biographie
2016-2020 SC Freiburg,. 
Le 29 avril 2020, elle s'engage pour de deux saisons à partir de l'été 2020 en faveur de Bayern Munich.
Le 14 décembre 2021, elle prolonge son contrat jusqu'en 2025.

## Statistiques
Le tableau ci-dessous retrace la carrière de Klara Bühl depuis ses débuts :

### En club
| Saison                | Club                  | Championnat           | Championnat | Championnat | Coupe(s) nationale(s) | Coupe(s) nationale(s) | Compétition(s) continentale(s) | Compétition(s) continentale(s) | Compétition(s) continentale(s) | Total | Total |
| Saison                | Club                  | Division              | M.          | B.          | M.                    | B.                    | Comp.                          | M.                             | B.                             | M.    | B.    |
| 2016-2017             | SC Fribourg           | Bundesliga            | 10          | 0           | 1                     | 1                     | -                              | -                              | -                              | 11    | 1     |
| 2017-2018             | SC Fribourg           | Bundesliga            | 18          | 7           | 2                     | 0                     | -                              | -                              | -                              | 20    | 7     |
| 2018-2019             | SC Fribourg           | Bundesliga            | 21          | 3           | 5                     | 2                     | -                              | -                              | -                              | 26    | 5     |
| 2019-2020             | SC Fribourg           | Bundesliga            | 21          | 11          | 2                     | 1                     | -                              | -                              | -                              | 23    | 12    |
| Sous-total            | Sous-total            | Sous-total            | 70          | 21          | 10                    | 4                     | -                              | -                              | -                              | 80    | 25    |
| 2020-2021             | Bayern Munich         | Bundesliga            | 18          | 7           | 4                     | 1                     | C1                             | 5                              | 1                              | 27    | 9     |
| 2021-2022             | Bayern Munich         | Bundesliga            | 17          | 3           | 3                     | 3                     | C1                             | 7                              | 2                              | 27    | 8     |
| 2022-2023             | Bayern Munich         | Bundesliga            | 21          | 5           | 4                     | 2                     | C1                             | 10                             | 3                              | 35    | 10    |
| 2023-2024             | Bayern Munich         | Bundesliga            | 11          | 2           | 1                     | 0                     | C1                             | 4                              | 0                              | 16    | 2     |
| Sous-total            | Sous-total            | Sous-total            | 67          | 17          | 12                    | 6                     | -                              | 26                             | 6                              | 105   | 29    |
| Total sur la carrière | Total sur la carrière | Total sur la carrière | 137         | 38          | 22                    | 10                    | -                              | 26                             | 6                              | 185   | 54    |

## Palmarès

### En club
- Bayern Munich
  - Championnat d'Allemagne (2)
    - Champion :2021 et 2023

### En sélection
- Championnat d'Europe féminin de football des moins de 17 ans : vainqueur 2016

- Équipe du Allemagne
  - Championnat d'Europe
    - Finaliste : 2022

### Individuel
- Membre de l'équipe-type du Championnat d'Europe en 2022